# Васил Мавриков (политик)
 Вижте пояснителната страница за други личности с името Васил Мавриков.
Васил Иванов Мавриков е български политик.

## Биография
Роден е 7 октомври 1876 година в Габрово. В периода 1888 – 1896 г. учи в Априловската гимназия. Отделно завършва земеделското училище в Садово. От 1896 членува в БРСДП. От 1896 до 1920 г. работи като учител в селата Топлеш, Ряховците, Голямо Яларе, както и в град Бяла черква. Уволнен е заради комунистическа дейност и му е забранено да преподава. От 1920 до 1923 върши партийни дейности в Търновски окръг. Между 1921 и 1923 е член на Висшия партиен съвет на партията. Ръководи и Юнското въстание в района на Павликени. От 1924 до 1925 е секретар на Окръжния комитет на БКП за Търново. Впоследствие получава смъртна присъда, но тя е заменена с доживотен затвор. От 1938 до 1941 е член на ЦК на БРП. След Деветосептемврийският преврат е член на Изпълнителното бюро на ОРПС. От 1950 до 1954 е заместник-председател на Бюрото на Народното събрание. Бил е народен представител в XXVI ОНС, VI ВНС и I и II НС. Между 1949 и 1953 е първи подпредседател на бюрото на I ОНС. Умира на 7 февруари 1959 г. в град София.